# Beautiful Drug
Beautiful Drug é uma canção do grupo americano de country Zac Brown Band. Ela foi lançada como o quarto single do quarto álbum de estúdio da banda, Jekyll + Hyde, em 21 de setembro de 2015. A faixa foi escrita por Zac Brown e Niko Moon.
Em 14 de fevereiro de 2024, foi anunciado que um remix da música feito pelo falecido DJ sueco Avicii seria lançado em 16 de fevereiro de 2024.

## Recepção
Em sua análise do álbum, Carl Wilson, da Billboard, fez uma avaliação mista da música, dizendo: "O aviso de 'cuidado ao entrar' é dado logo na abertura, com Beautiful Drug, que não apenas flerta com o EDM das paradas pop, mas o leva para um motel barato para um encontro rápido. O caso é breve e esquecível, logo cedendo lugar a faixas mais confortáveis de rock gospel e MOR, mas o aviso foi dado."
Já uma análise do Taste of Country foi mais favorável, afirmando que "Beautiful Drug é o single mais fora da curva que a Zac Brown Band já lançou, o que se traduz no maior risco da banda. Dá para perceber que eles se sentem bastante à vontade nas bordas do formato. É o segredo que todos, exceto os fãs mais casuais, já conheciam de qualquer forma" e "Nem todos vão [gostar], já que a ZBB usa mais efeitos do que nunca. Mas a energia incessante da música vai conquistar a maioria rapidamente."

## Desempenho nas paradas
A música entrou pela primeira vez na parada Hot Country Songs no lançamento do álbum, alcançando a posição nº 45 na data de 16 de maio de 2015, com 5.400 cópias vendidas. Ela estreou na parada Country Airplay na posição nº 54 em 26 de setembro de 2015, no Billboard Hot 100 na posição nº 95 em 21 de novembro de 2015, e retornou à Hot Country Songs na posição nº 48 em 10 de outubro de 2015. A banda apresentou a música no CMA Awards de 2015, em 4 de novembro de 2015, o que impulsionou 21.000 downloads na semana seguinte. Após isso, a música estreou no Billboard Hot 100 novamente, na posição nº 95. Até maio de 2016, a música vendeu 412.000 cópias nos Estados Unidos.

## Créditos
- Coy Bowles – guitarra eletrica
- Zac Brown – voz, guitarra acustica, banjo, programação
- Clay Cook – voz de fundo, electric guitar
- Jimmy DeMartini – vozes de fundo, violino
- Chris Fryar – baterias
- John Driskell Hopkins – vozes de fundo, guitarra barítono
- Matt Mangano – Baixo, Guitarra acústica
- Niko Moon – vozes de fundo
- Daniel de los Reyes – Instrumento de percussão
- Ben Simonetti – programação

## Avicii remix
Em fevereiro de 2024, o vocalista Zac Brown anunciou o lançamento do remix do DJ Avicii para a canção Beautiful Drug.

### História
Zac Brown e Avicii colaboraram na faixa "Broken Arrows" para o álbum Stories de Avicii. Em troca dessa colaboração, Avicii prometeu remixar uma das músicas de Zac Brown, e a escolhida foi "Beautiful Drug". Zac afirmou que a música "estava no cofre há muito tempo". Avicii trabalhou no remix entre 2016 e 2017, mas ele nunca foi lançado pelo DJ e acabou sendo disponibilizado postumamente por Zac Brown.

## Desempenho nas tabelas musicais
| Parada              | Melhor Posição |
| ------------------- | -------------- |
| (Canadian Hot 100)  | 68             |
| (Country Billboard) | 2              |
| (Billboard Hot 100) | 52             |
| (Country Airplay)   | 1              |
| (Hot Country Songs) | 5              |

| Parada                       | Melhor Posição |
| ---------------------------- | -------------- |
| (Hot Dance/Electronic Songs) | 48             |

## Certificações
| País                  | Certificado |
| --------------------- | ----------- |
| Estados Unidos (RIAA) | Platina     |